# Kambakkht Ishq – Drum prüfe wer sich ewig bindet
Kambakkht Ishq (übersetzt: verfluchte Liebe) ist ein Bollywoodfilm von Sabbir Khan aus dem Jahr 2009 mit Akshay Kumar und Kareena Kapoor in den Hauptrollen. Sylvester Stallone und Denise Richards treten in Gastauftritten auf. Mit deutscher Synchronisation erschien der Film in einigen deutschen Kinos.

## Handlung
Als Viraj Shergill, ein Stuntman aus Hollywood und die Medizinstudentin Simrita Rai aufeinander treffen, sind sie nicht begeistert. Virajs Bruder Lucky heiratet auf einer voreilig geplanten Hochzeit Simitras beste Freundin Kamini. Sie entwickeln sofort eine Abneigung gegeneinander und haben eine sehr abwertende Einstellung gegenüber dem anderen Geschlecht. Sie sind der Überzeugung, dass eine Ehe zwischen den beiden Jungverheirateten nicht klappen wird, und versuchen es ihnen auszureden.
Simrita überredet Kamini, ihre Theorie zu überprüfen, dass Männer nur das eine wollen. Kamini zwingt Lucky nach ihrem Ehegelübde drei Monaten zu warten. Simitra ist davon überzeugt, dass Lucky nicht im Stande sein wird, zu warten, und das würde Kamini zeigen, dass Lucky genauso ist wie alle anderen Männer.
Viraj, der bei der Unterhaltung zugehört hat, versucht genau das Gegenteil zu tun. Viraj besucht mit Kamini die lokale Diskobar, wo Kamini ihren Mann mit einer "Freundin" sieht. Virajs Plan, Kamini eifersüchtig zu machen, geht nach hinten los, denn Kamini und Lucky enden im Scheidungsgericht, woraufhin der Richter sie auf eine dreimonatige Eheprobe stellt. Simitra erzählt Kamini immer noch, dass Sex das einzige ist, was er möchte. Lucky möchte mit seiner Frau schlafen, aber sie lässt ihn nicht ran.
Währenddessen treffen sich Viraj und Simitra im Flugzeug in Richtung Italien, welches beide nicht erfreut. Simitra modelt, um ihr Medizin Studium zu finanzieren, und Viraj wollte sich eine Auszeit vom ganzen Stress nehmen. 
Simitras Tante Dolly schenkt ihr eine Uhr, die ihr Glück bringen soll. Die Uhr hängt lose am Handgelenk. Viraj verletzt sich während eines Stunts und muss in die Notaufnahme, wo Simitra ihn operieren muss. Als die Röntgenaufnahmen nach der Operation fertig sind, erkennt Simitra, dass ihre Uhr in Virajs Bauch hinein gefallen ist.
Simitra versucht auf verschiedene Weisen, die Uhr herauszubekommen. Während eines Versuchs scheitert sie und ihr wird klar, dass  ihre Ansicht über Untreue an zwei wichtigen Männer ihrer Kindheit liegt, von denen sie bitter enttäuscht ist: ihr geschiedener Vater und der Ex-Mann ihrer älteren Schwester. Zu diesem Zeitpunkt beginnt Viraj heimlich, sich in Simitra zu verlieben.
Mehrere Tage später entfernt Simitra die Uhr erfolgreich aus Virajs Magen. Im Anschluss erfährt Viraj, wie es wirklich zwischen ihnen steht und das Simitra nichts für ihn empfindet, wie er angenommen hatte. Tage später macht er Denise Richards einen Antrag, in der Hoffnung Simitra zu vergessen. Nachdem Simitra sich ihren Fehler eingesteht, hilft Simrita Lucky und Kamini, sich zu versöhnen. Auf Virajs Hochzeitszeremonie beichtet sie ihre Liebe. Zuerst ist Denise aufgebracht, aber sagt dann Viraj, er solle zu Simrita gehen. Die zwei umarmen sich und fahren zusammen mit dem Auto weg.

## Musik
| #  | Titel                                | Sänger                         | Länge |
| -- | ------------------------------------ | ------------------------------ | ----- |
| 1  | Om Mangalam                          | RDB & Nindy Kaur               | 4:22  |
| 2  | Lakh Lakh                            | Neeraj Shridhar                | 5:15  |
| 3  | Bebo                                 | Alisha Chinai                  | 4:19  |
| 4  | Kambakkht Ishq                       | KK & Sunidhi Chauhan           | 4:51  |
| 5  | Kyun                                 | Shaan & Shreya Ghoshal         | 5:29  |
| 6  | Om Mangalam – Reprise                | RDB & Nindy Kaur               | 4:35  |
| 7  | Lakh Lakh (Electro Dhol House Remix) | Eric Pillai                    | 4:02  |
| 8  | Bebo (Club Mix)                      | Kilogram K & G                 | 3:38  |
| 9  | Kambakkht Ishq (Remix)               | Kilogram K & G                 | 4:00  |
| 10 | Kyun (weiblich) – Reprise            | Shreya Ghoshal                 | 4:30  |
| 11 | Welcome To Hollywood                 | Karsh Kale & Anushka Manchanda | 2:11  |